# Комогорова, Валентина Николаевна
Валентина Николаевна Комогорова (род. 22 сентября 1944) — передовик советского сельского хозяйства, доярка госплемзавода «Никоновское» Раменского района Московской области, Герой Социалистического Труда (1990).

## Биография
Родилась в 1944 году в деревне Чекменёво Раменского района Московской области в крестьянской русской семье.
В 1960 году окончив обучение в семи классах школы, поступила работать на Чекменёвскую ферму племзавода «Никоновское». В конце 1960-х годов Комогорова надаивала более 1500 тонн молока за год, за что и получила звание «Мастер животноводства первого класса».
В 1974 году она победила в районном социалистическом соревновании, добившись надоя от одной коровы в среднем 5840 килограмм молока. В 1976 году была представлена к награждению орденом Ленина.
В 1989 году она продемонстрировала рекордные надои получив 7245 килограмм молока от каждой коровы в среднем за год. Это рекорд Московской области.
«За выдающиеся результаты в увеличении производства сельскохозяйственной продукции на основе прогрессивных технологий и передовых методов организации труда», указом Президиума Верховного Совета СССР от 29 мая 1990 года Валентине Николаевне Комогоровой было присвоено звание Героя Социалистического Труда с вручением ордена Ленина и медали «Серп и Молот».
Продолжала и дальше трудиться в сельском хозяйстве. Общий трудовой стаж составил более 40 лет. Избиралась депутатом Раменского районного и Московского областного советов. Находится на пенсии.
Проживает в селе Никоновское.

## Награды
За трудовые успехи была удостоена:
- золотая звезда «Серп и Молот» (29.05.1990);
- два ордена Ленина (23.12.1976, 29.05.1990);
- Орден Трудового Красного Знамени (06.09.1973);
- другие медали.
- Заслуженный работник сельского хозяйства РСФСР (14.11.1985).
- Почётный гражданин Раменского района (2003)[3].